# Съпин
Съпин (на китайски: 四平, пинин: Sìpíng) e град в провинцията Дзилин, в североизточен Китай.
Общата площ на града и предградията около Съпин е 14 080 км², а населението е 3 300 000. Самият град, без предградията, е 407 км², и с население от 317 000 души.

## Икономика
През 2004 г. общият БВП на Съпин е 27.8 милиарда юанa, а БВП на глава от населението от 8482 юана

## Етнически състав[2]
| Име на националност | Население | Процент от цялото население |
| ------------------- | --------- | --------------------------- |
| Китайци             | 3 016 735 | 91,63 %                     |
| Манджури            | 239 327   | 7,27 %                      |
| Монголци            | 13 160    | 0,4 %                       |
| Хуейци              | 12 249    | 0,37 %                      |
| Корейци             | 8275      | 0,25 %                      |
| Други               | 2580      | 0,08 %                      |